# کرون پلازا
کرون پلازا (انگلیسی: Crowne Plaza) شرکت مهمان‌نوازی بریتانیایی است، که در سال ۱۹۸۳ تأسیس شد.